# Zespół chronicznego zmęczenia
Zespół chronicznego zmęczenia, ME/CFS (inne nazwy: syndrom chronicznego zmęczenia (CFS), encefalopatia mialgiczna (ME), encefalopatia bólowa, zespół przewlekłego zmęczenia (ZPZ), SEID) – choroba charakteryzująca się długotrwałym zmęczeniem i innymi specyficznymi objawami współwystępującymi, które znacznie ograniczają zdolność chorego do wykonywania codziennych czynności. Istnieją różne kryteria diagnostyczne ME/CFS, ale ogólnie przyjęta definicja obejmuje trwające ponad 6 miesięcy zmęczenie, występowanie złego samopoczucia po wysiłku fizycznym czy psychicznym (PEM) i znaczny spadek podejmowanych aktywności w odniesieniu do stanu sprzed zachorowania. Choroba może przybierać formy łagodne bądź też objawiać się w postaci głębokiej niepełnosprawności. Szacuje się, że 75% chorych nie jest zdolnych do podjęcia pracy zawodowej. Badania jakości życia osób z ME/CFS pokazały, że choroba utrudnia funkcjonowanie bardziej niż depresja, schizofrenia, stwardnienie rozsiane czy rak płuc.

## Epidemiologia
Choroba dotyka 0,2 do 0,4% populacji, jednak szacowana częstotliwość występowania jest ciągle przedmiotem dyskusji i różni się w zależności od zastosowanych kryteriów diagnostycznych (niektóre badania sugerują nawet 4–8%). Około 75 -85% chorych to kobiety. Na ME/CFS chorują również dzieci.

### Współchorobowość
ME/CFS może współwystępować z innymi jednostkami chorobowymi. Najczęściej są to:
- fibromialgia,
- zespół bólowy mięśniowo-powięziowy,
- zespół stawu skroniowo-żuchwowego,
- zespół jelita drażliwego (IBS),
- śródmiąższowe zapalenie pęcherza moczowego,
- zespół Raynauda,
- zespół wypadania płatka zastawki mitralnej (zespół Barlowa),
- migreny,
- alergie,
- wieloczynnikowa wrażliwość na czynniki chemiczne (MCS),
- Hashimoto,
- zespół suchego oka,
- depresja egzogenna.

## Etiologia
Nie jest znana etiologia choroby. W przeszłości podejrzewano związek choroby z obecnością wirusa XMRV (październik 2009), ale później teoria ta została odrzucona przez część ośrodków (wrzesień 2011)[niewiarygodne źródło?]. Mimo wątpliwości co do wirusowej etiologii choroby organizacja AABB zaleciła chorym nieoddawanie krwi (sierpień 2010), a Amerykański Czerwony Krzyż zdecydował się (grudzień 2010) nie przyjmować krwi od chorych w swoich placówkach.
Niewielka liczba badań sugeruje, że część pacjentów cierpiących na zespół chronicznego zmęczenia (lub mylących tę przypadłość np. z niedoborem magnezu) odnosi korzyści zdrowotne wynikające z przyjmowania dużych dawek magnezu, a także witamin z grupy B, witaminy C, cynku, egzogennych kwasów tłuszczowych oraz witaminy D.
W lipcu 2004 r. organizacja Cochrane opublikowała wynik metaanalizy, wskazującej na korzystne działanie ćwiczeń fizycznych na zmniejszanie się objawów zespołu chronicznego zmęczenia, przy braku efektów negatywnych. Wnioski te były podtrzymywane w kolejnych metaanalizach do 2017 r. Natomiast w aktualizacji opublikowanej w 2019 r. stwierdzono, że ćwiczenia fizyczne mają prawdopodobnie korzystne działanie, choć nie jest to pewne. Jednocześnie uznano, że dowody na efekty niekorzystne są niepewne. Natomiast amerykańska agencja Centers for Disease Control and Prevention i American Myalgic Encephalomyelitis and Chronic Fatigue Syndrome Society zalecają – pod warunkiem, że nie jest to wymagające dla pacjenta – ćwiczenia umiarkowane i dostosowane indywidualnie, najlepiej prowadzone pod kontrolą specjalisty, natomiast odradzają prowadzenia ćwiczeń intensywnych.
Zespół chronicznego zmęczenia może być jednym z objawów long COVID, jako efekt przewlekłego zapalenia górnej części gardła, które może mieć negatywny wpływ na działanie podwzgórza, regulującego funkcje, których zaburzenie przypomina objawy ME/CFS. W podjętym badaniu klinicznym w Japonii, 58 pacjentów cierpiących na long COVID zostało poddanych tzw. ściernej terapii zapalenia gardła (EAT; ang. epipharyngeal abrasive therapy), polegającej na przecieraniu całej ściany gardła sterylnym wacikiem nasączonym 0,5% roztworem chlorku cynku. Miesięczne leczenie doprowadziło m.in. do spadku odczucia zmęczenia z 65 do 23 w skali 0–100.

## Diagnostyka
Biomarker choroby nie został jeszcze odkryty, w związku z tym diagnoza opiera się na spełnieniu kryteriów diagnostycznych choroby i wykluczeniu innych chorób (fizycznych i psychicznych) o podobnych symptomach. Najczęściej stosowane klinicznie i badawczo są kryteria Fukudy, lecz zakres kryteriów obejmuje także m.in.: Międzynarodowe Kryteria Konsensusu, Kanadyjskie Kryteria Konsensusu, Kryteria IOM i wiele innych.

### Kryteria Fukudy[22][23]
1. Możliwe do oceny klinicznej, niewyjaśnione, trwałe lub nawracające chroniczne zmęczenie, które jest doświadczeniem nowym i ma określony początek (nie trwało całe życie), nie jest spowodowane ciągłym wysiłkiem, nie jest znacząco złagodzone przez odpoczynek i skutkuje znacznym zmniejszeniem poprzednio podejmowanych aktywności na tle zawodowym, edukacyjnym, społecznym i prywatnym.
2. Równoczesne występowanie co najmniej czterech z następujących objawów:

- znaczne osłabienie pamięci krótkotrwałej lub koncentracji;
- ból gardła;
- wrażliwe na dotyk węzły chłonne szyi;
- ból mięśni;
- ból głowy, nie doświadczany wcześniej pod względem typu, formy i nasilenia;
- sen nie przynoszący odpoczynku;
- powysiłkowe złe samopoczucie, które utrzymuje się dłużej niż 24 godziny;
- ból stawów, któremu nie towarzyszą obrzęk lub zaczerwienienia.

Wszystkie objawy muszą utrzymywać się lub nawracać przez co najmniej sześć następujących po sobie miesięcy i nie mogą poprzedzać zmęczenia.